# Governo Jânio Quadros
O Governo Jânio Quadros teve início em 31 de janeiro de 1961, quando tomou posse Jânio da Silva Quadros que, após ser prefeito de São Paulo e governador do estado, venceu as eleições de 1960.
Embora tenha feito um governo bastante breve, durou pouco mais que 6 meses, sua presidência foi marcada por traçar novos rumos à política externa e orientar, de maneira singular, os negócios internos. 
Aumentou a política externa independente (PEI), que visava estabelecer relações com todos os povos, particularmente os da área socialista e da África. Restabeleceu relações diplomáticas e comerciais com a URSS e a China, e nomeou o primeiro embaixador negro da história do Brasil.
Defendeu a política de autodeterminação dos povos, condenando as intervenções estrangeiras. Condenou o episódio da Baía do Porcos e a interferência norte-americana que provocou o isolamento de Cuba e deu a Che Guevara a Ordem do Cruzeiro do Sul, o que irritou seus aliados, sobretudo os da UDN.
Criou as primeiras reservas indígenas, dentre elas o Parque Nacional do Xingu, e os primeiros parques ecológicos nacionais.
Sua inesperada renúncia gerou uma grave crise política, em que o seu sucessor, João Goulart, só conseguiu tomar posse graças à adoção do parlamentarismo após a Campanha da Legalidade.  

## Contexto

### República Populista
Após a derrubada da ditadura getulista e a promulgação de uma nova Constituição Federal (1946) até o Golpe Militar de 1964, o país vive uma das fases mais democráticas que já experimentara - o chamado Populismo (1946 - 1964) - embora abalada por fatos como o suicídio do presidente Getúlio Vargas em 1954. Vargas havia assumido em 1951 após ter vencido eleição direta para presidente.

## Eleição de 1960
Jânio foi eleito presidente em 3 de outubro de 1960, pela coligação PTN-PDC-UDN-PR-PL, para o mandato de 1961 a 1965, com 5,6 milhões de votos — a maior votação até então obtida no Brasil — vencendo o marechal Henrique Lott de forma arrasadora, por mais de dois milhões de votos.
Porém não conseguiu eleger o candidato a vice-presidente de sua chapa, Milton Campos (naquela época votava-se separadamente para presidente e vice). Quem se elegeu para vice-presidente foi João Goulart, do Partido Trabalhista Brasileiro. Os eleitos formaram a chapa conhecida como chapa Jan-Jan.

## Posse
Assumiu a presidência (pela primeira vez a posse presidencial fora realizada em Brasília) em 31 de janeiro de 1961.

## Ministério
| Pasta                          |  | MInistro                         | Partido     | Tempo                                        |
| ------------------------------ |  | -------------------------------- | ----------- | -------------------------------------------- |
| Aeronáutica                    |  | Gabriel Grün Moss                | sem partido | 31 de janeiro de 1961 — 25 de agosto de 1961 |
| Agricultura                    |  | Romero Cabral da Costa           | sem partido | 31 de janeiro de 1961 — 25 de agosto de 1961 |
| Educação e Cultura             |  | Brígido Fernandes Tinoco         | PSB         | 31 de janeiro de 1961 — 25 de agosto de 1961 |
| Fazenda                        |  | Clemente Mariani                 | UDN         | 31 de janeiro de 1961 — 25 de agosto de 1961 |
| Guerra                         |  | Odylio Denys                     | sem partido | 31 de janeiro de 1961 — 25 de agosto de 1961 |
| Indústria e Comércio           |  | Artur Bernardes Filho            | PR          | 31 de janeiro de 1961 — 25 de agosto de 1961 |
| Justiça e Negócios do Interior |  | Oscar Pedroso Horta              | PSP         | 31 de janeiro de 1961 — 25 de agosto de 1961 |
| Marinha                        |  | Sílvio Heck                      | sem partido | 31 de janeiro de 1961 — 25 de agosto de 1961 |
| Minas e Energia                |  | João Agripino                    | UDN         | 31 de janeiro de 1961 — 25 de agosto de 1961 |
| Relações Exteriores            |  | Afonso Arinos de Melo Franco     | UDN         | 31 de janeiro de 1961 — 25 de agosto de 1961 |
| Saúde                          |  | Edward Cattete Pinheiro          | PTN         | 31 de janeiro de 1961 — 25 de agosto de 1961 |
| Trabalho e Emprego             |  | Francisco Carlos de Castro Neves | sem partido | 31 de janeiro de 1961 — 25 de agosto de 1961 |
| Transportes                    |  | Clóvis Pestana                   | PSD         | 31 de janeiro de 1961 — 25 de agosto de 1961 |

## Política interna

### Relação com o congresso

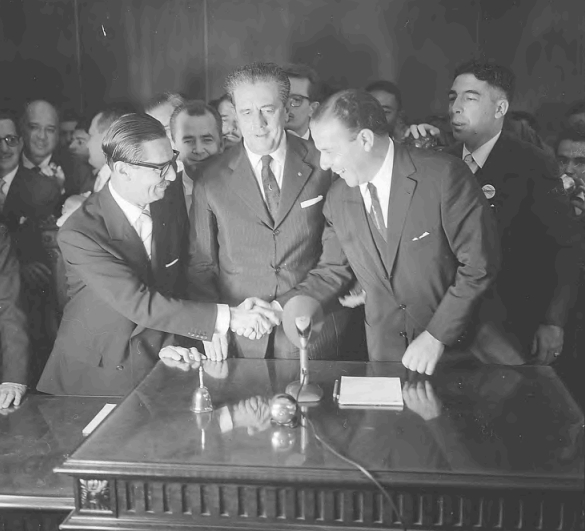
Diplomação de Jânio Quadros e de João Goulart.

Embora tenha feito um governo bastante breve — que só durou sete meses — pôde-se, nesse período, traçar novos rumos à política externa e orientar, de maneira singular, os negócios internos. A posição de Cuba nas Américas após a vitória de Fidel Castro mereceu sua atenção. Comenta Hélio Silva em A Renúncia:
Foi em seu Governo, breve mas meteórico, que se firmaram diretrizes tão avançadas que, muitos anos passados, voltamos a elas, sem possibilidade real de desconhecer as motivações que as inspiraram.
Para combater a burocracia, tomou emprestado a Winston Churchill — que usara o método durante a Guerra — o hábito de comunicar-se com ministros e assessores diretamente por meio de memorandos — apelidados pela imprensa oposicionista de "os bilhetinhos de Jânio" — os quais funcionário ou ministro algum ousava ignorar. Adquirira esse hábito, que causou estranheza a alguns conservadores — e era até objeto de chacotas da oposição — no governo de São Paulo.
Jânio nunca teve sustentação no Congresso Nacional. Sua eleição se deu ao arrepio das forças políticas que compunham esse Congresso, que fora eleito em 1958, e já não mais correspondia às necessidades e às aspirações do eleitorado, que mudara de posição. Diz Hélio Silva, em A Renúncia: "O resultado do pleito em que Jânio recebeu quase 6 milhões de votos rompeu o controle das cúpulas partidárias".

### Economia
Visando  combater a inflação, que foi crescente durante o governo JK, e já grassava solta após a inauguração de Brasília, bem como algumas medidas que visavam reorganizar a economia, desagradavam à esquerda. Jânio reprimia os movimentos esquerdistas, pelos quais não tinha simpatia alguma, muitos deles liderados por João Goulart. Sua política de austeridade, baseada principalmente no congelamento de salários, restrição ao crédito e combate à especulação, desagradava inúmeros setores influentes.
Instalou uma avara política de gastos públicos, enxugando onde fosse possível a máquina governamental. Abriu centenas e centenas de inquéritos e sindicâncias em um combate aberto à corrupção e ao desregramento na administração pública.
Enviou ao Congresso os projetos de lei antitruste, a lei de limitação e regulamentação da remessa de lucros e royalties, e a pioneira proposta de lei de reforma agrária. Naturalmente nenhum desses projetos jamais foi posto em votação pelo Congresso — hostil a seu governo — que os engavetou, uma vez que Jânio se recusava a contribuir com o que chamava de espórtulas constrangedoras que os congressistas estavam acostumados a exigir para aprovar Leis de interesse da nação.

#### Instrução 204 da SUMOC
Através da Resolução n.º 204 da Superintendência da Moeda e do Crédito, acabou com subsídios ao câmbio que beneficiavam determinados grupos econômicos importadores às custas do erário público — inclusive os grandes jornais, que importavam papel de imprensa a um dólar subsidiado em cerca de 75%, e que se irritaram com essa perda de seus privilégios — possivelmente ajudando também a frear as taxas de investimento no país, uma vez que o capital estrangeiro era incentivado pelas taxas de câmbio especiais previstas na Resolução nº 113 para a importação de maquinários e equipamentos, muito mais benéficas que o câmbio livre doravante instituído.
A medida se mostrou ser extremamente impopular devido ao aumento no preço de insumos de bens e serviços de consumo popular como pão, produtos agrícolas, tarifas de serviço público e jornais. Esse quadro econômico é agravado por inflação crescente após a era desenvolvimentista de Juscelino Kubitschek.

### Legislação
Um mestre da comunicação, Jânio, no intuito de se manter diariamente na "ribalta", utilizava factoides como a proibição do maiô e biquíni nos concursos de miss, a proibição das rinhas de galo, a proibição de lança-perfume em bailes de carnaval e a tentativa de regulamentar o carteado, todas estas em vigor até hoje.
Sancionou a Lei nº 3 924, de 1961, que dispõe sobre os monumentos arqueológicos e pré-históricos.
No dia 21 de agosto de 1961, assinou uma resolução que anulava as autorizações ilegais outorgadas a favor da empresa Hanna Mining Company e restituía as jazidas de ferro de Minas Gerais à reserva nacional.

## Política externa
A Política Externa Independente (PEI), criada por San Tiago Dantas (juntamente com Afonso Arinos e Araújo Castro) e adotada por Jânio, introduziu grandes mudanças na política internacional do Brasil. O país transformou as bases da sua ação diplomática e esta mudança representou um ponto de inflexão na história contemporânea da política internacional brasileira, que passou a procurar estabelecer relações comerciais e diplomáticas com todas as nações do mundo que manifestassem interesse num intercâmbio pacífico. Inaugurada em seu governo, foi firmemente conduzida pelo chanceler Afonso Arinos de Melo Franco. A inovação não era bem vista pelos Estados Unidos da América nem por vários grupos econômicos que se beneficiavam da política anterior e nem pela direita nacional, em especial por alguns políticos da UDN, que apoiaram Jânio Quadros na eleição somente para a derrota do Marechal Lott.
Enquanto o chanceler Afonso Arinos discursava no Congresso Nacional e divulgava, pela imprensa, palavras que conseguiam tranquilizar alguns setores mais esclarecidos da opinião pública, a corrente que comandava a campanha de oposição à nova política externa, liderada por Carlos Lacerda, Roberto Marinho (Organizações Globo), Júlio de Mesquita Filho (O Estado de S. Paulo) e Dom Jaime de Barros Câmara (arcebispo do Rio de Janeiro), ganhava terreno entre a massa propriamente dita, a tal ponto que alguns de seus eleitores começaram a acusar Jânio de estar levando o Brasil para o comunismo.
Essa inovadora política externa de Jânio também provocou algumas resistências nos meios militares. O almirante Penna Botto, que havia protagonizado a deposição de Carlos Luz no episódio do Cruzador Tamandaré, chegou a lançar, em 1961, um livro intitulado "A Desastrada Política Exterior do Presidente Jânio Quadros".

### Condecoração a Ernesto Guevara

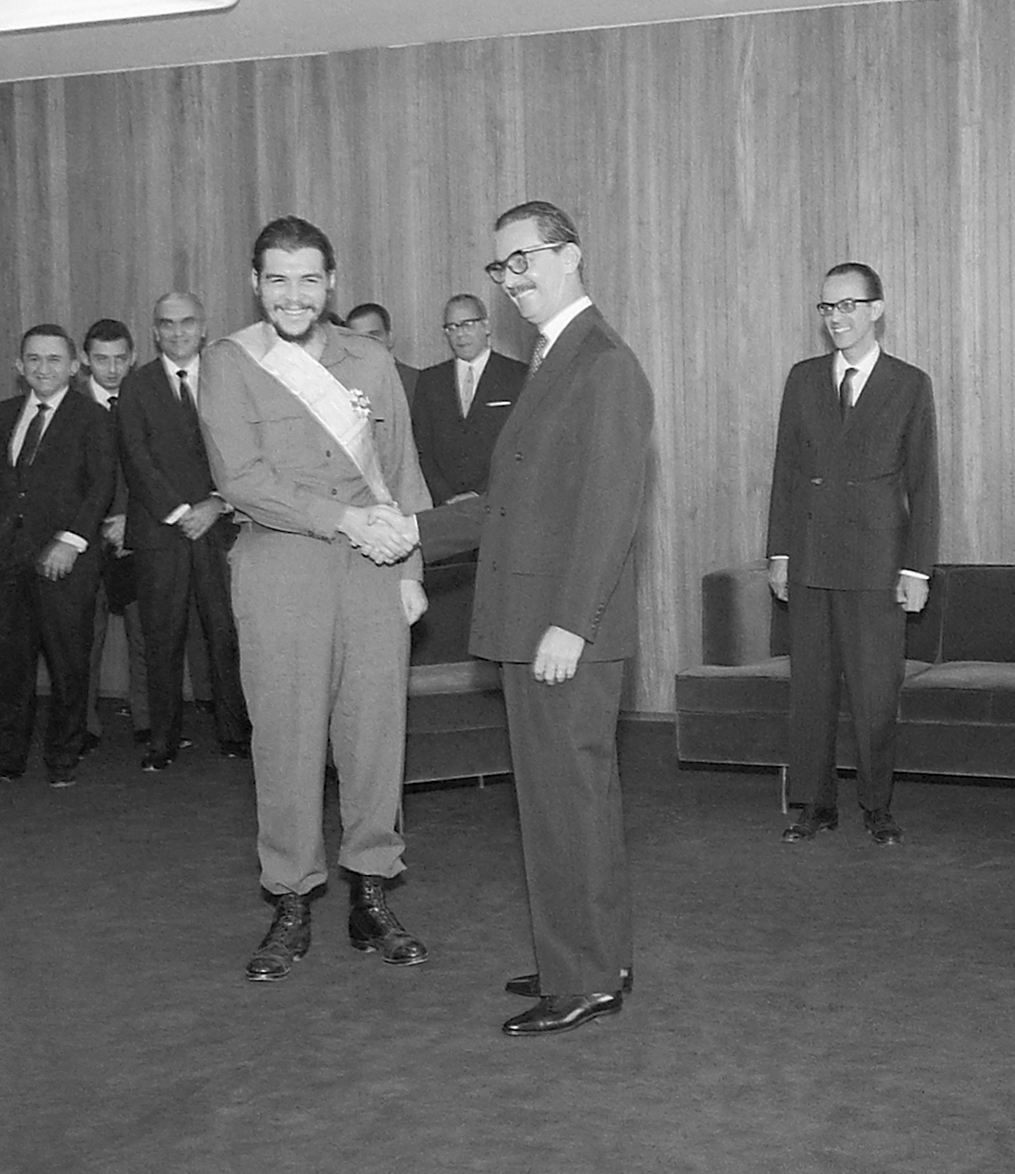
Jânio Quadros condecora Ernesto Guevara com a Ordem do Cruzeiro do Sul

Jânio condecorou, no dia 19 de agosto de 1961, com a Grã-Cruz da Ordem Nacional do Cruzeiro do Sul Ernesto Che Guevara, o guerrilheiro argentino que fora um dos líderes da revolução cubana, e era ministro daquele país, em agradecimento por Guevara ter atendido a seu apelo e libertado mais de vinte sacerdotes presos em Cuba, que estavam condenados ao fuzilamento, exilando-os na Espanha. Jânio fez esse pedido de clemência a Guevara por solicitação de D. Armando Lombardi, Núncio apostólico no Brasil, que o solicitou em nome do Vaticano. A outorga da condecoração foi aprovada no Conselho da Ordem por unanimidade, inclusive pelos três ministros militares.
As possíveis consequências desse ato foram mal calculadas por Jânio. Sua repercussão foi a pior possível e os problemas já começaram na véspera, com a insubordinação da oficialidade do Batalhão de Guarda que, amotinada, se recusava a acatar as ordens de formar as tropas defronte ao Palácio do Planalto, para a execução dos hinos nacionais dos dois países e a revista. Só a poucas horas da cerimônia, já na manhã do dia 19, conseguiram os oficiais superiores convencer os comandantes da guarda a se enquadrar.
Na imprensa e no Congresso começaram a surgir violentos protestos contra a condecoração de Guevara. Alguns militares ameaçaram devolver suas condecorações em sinal de protesto. Em represália ao que foi descrito como um apoio de Jânio ao regime ditatorial de Fidel, nesse mesmo dia, Carlos Lacerda entregou a chave do Estado da Guanabara ao líder anticastrista Manuel Antonio de Varona, diretor do Fronte Revolucionário Democrático Cubano, que se encontrava viajando pelo Brasil em busca de apoio à sua causa (posteriormente, trabalharia para a CIA e participaria de um plano para o assassinato de Fidel Castro por envenenamento com Toxina Botulínica, contaminando as refeições diárias do presidente).

### Guiana Francesa
Planejou anexar a Guiana Francesa, departamento ultramarino da França, ao território brasileiro, assim foi criada a Operação Cabralzinho e visava uma ocupação se possível de forma pacífica. A justificativa era que ele não aguentava mais "ver o minério de manganês do Amapá ser vendido para o exterior" e que "parte sai do Porto de Santana e outra parte de Caiena, uma coisa absurda". Apesar de uma picada inicial ao Oiapoque ter sido ordenada pelo governador do Amapá (Moura Cavalcanti), a quem o presidente designou a missão, em audiência no dia 3 de agosto de 1961, não houve prosseguimento devido à renúncia de Quadros vinte e dois dias depois.

### Espionagem
Os serviços de espionagem da URSS (KGB) e da Tchecoslováquia (StB) conseguiram aproximar-se da presidência. Numa reunião em Brasília, em 5 de maio de 1961, com o agente da KGB Alexander Alexeyev, Jânio comprometeu-se a restabelecer as relações Brasil-URSS.

## Renúncia

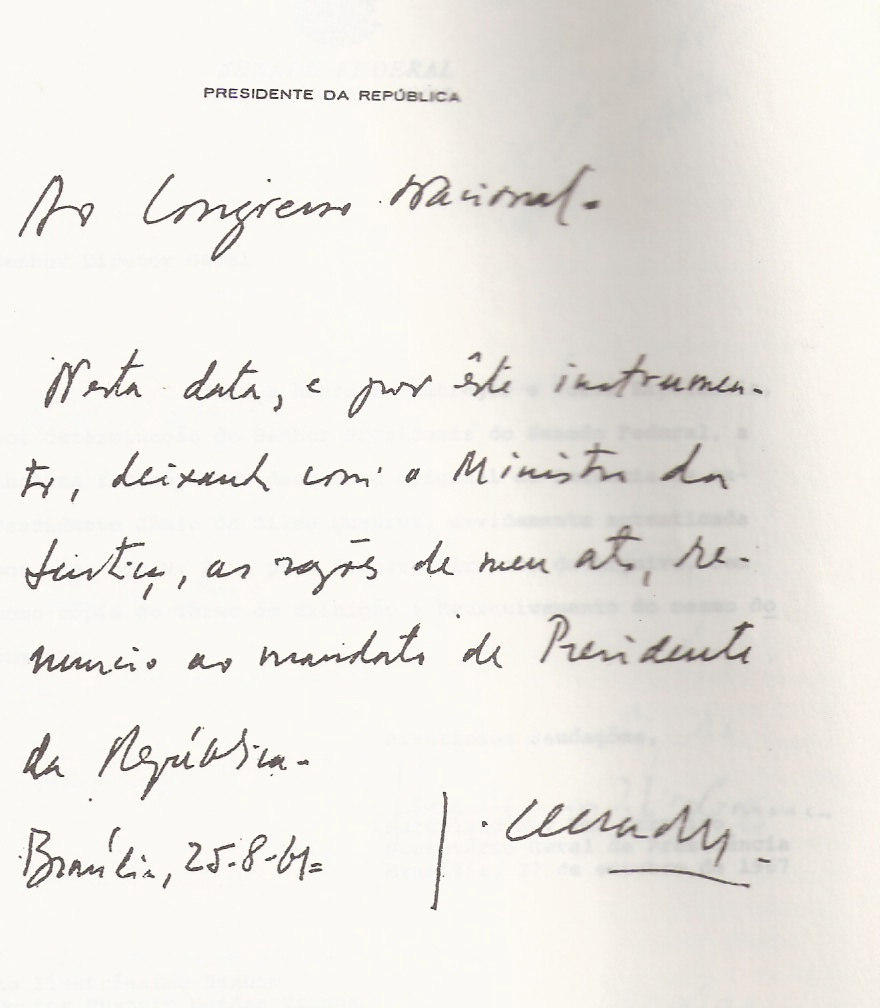
Carta renúncia de Jânio Quadros. "Ao Congresso Nacional. Nesta data, e por este instrumento, deixando com o Ministro da Justiça, as razões de meu ato, renuncio ao mandato de Presidente da República. Brasília, 25.8.61."

Carlos Lacerda, governador do estado da Guanabara, percebendo que Jânio fugia ao controle das lideranças da UDN, mais uma vez se colocou como porta-voz da campanha contra o presidente (como havia feito com relação a Getúlio Vargas e tentado, sem sucesso, com relação a Juscelino Kubitschek). Sem acusar Jânio de corrupto, tática que usou contra seus dois antecessores, decidiu impingir-lhe a pecha de golpista. Em debate na Band no ano de 1982, Quadros afirmou que Lacerda foi "quem provocou 25 de agosto", chamando-o também de inimigo figadal seu e do povo brasileiro.
Em um discurso em 24 de agosto de 1961, transmitido em cadeia nacional de rádio e televisão, Lacerda denunciou uma suposta trama palaciana de Jânio e acusou seu ministro da Justiça, Oscar Pedroso Horta, de tê-lo convidado a participar de um golpe de estado.
Na tarde de 25 de agosto, Jânio Quadros, para espanto de toda a nação, anunciou sua renúncia, que foi prontamente aceita pelo Congresso Nacional. Especula-se que talvez Jânio não esperasse que sua carta-renúncia fosse efetivamente entregue ao Congresso.
O popular rádio jornal daquela época, o Repórter Esso, em edição extraordinária, no dia 25 de agosto, atribuiu a renúncia a "forças ocultas", frase que Jânio não usou, mas que entrou para a história do Brasil e que muito irritava Jânio, quando perguntado sobre ela.
Cláudio Lembo, que foi Secretário de Negócios Jurídicos da Prefeitura durante o segundo mandato de Jânio, recorda dois pedidos de renúncia que Jânio lhe entregou — e preferiu guardar no bolso. Em entrevista ao jornal O Estado de S. Paulo disse Lembo:
Ele fazia isso em momentos de tensão ou muito cansaço, ou de "stress", como os jovens dizem hoje. Era aquele cansaço da luta política, de quem diz 'vou embora'. Mas não era para valer.
Era voz corrente, na ocasião, que os congressistas não dariam posse ao vice-presidente, João Goulart, cuja fama de "esquerdista" agravou-se após Jânio tê-lo enviado habilmente em missão comercial e diplomática à China. Essa fama de "esquerdista" fora atribuída a Jango quando ele ainda exercia o cargo de ministro do Trabalho no governo democrático de Getúlio Vargas (1951-1954), durante o qual aumentou-se o salário mínimo a 100% e promoveu-se reforma agrária.
Por outro lado, especula-se que Jânio estaria certo de que surgiriam fortes manifestações populares contra sua renúncia, com o povo clamando nas ruas por sua volta ao poder, como ocorreu com Charles de Gaulle. Por isso, Jânio permaneceu por horas aguardando, na Base Aérea de Cumbica, dentro do avião que o levara de Brasília a São Paulo.

Jânio Quadros alegou a pressão de "forças terríveis" que o obrigavam a renunciar, forças que nunca chegou a identificar. Com sua renúncia abriu-se uma crise, pois os ministros militares vetavam o nome de Goulart. Assumiu provisoriamente Ranieri Mazzili, que possuía um cargo meramente formal, já que os três ministros militares de Jânio formaram uma Junta Provisória que governou de fato durante esses treze dias, enquanto acontecia a Campanha da Legalidade; nesta campanha destacou-se Leonel Brizola, governador do Rio Grande do Sul e cunhado de Jango. Com a adoção do regime parlamentarista, e consequente redução dos poderes presidenciais, finalmente os militares aceitaram que Goulart assumisse.